# Столові сухі вина
Сухі столо́ві ви́на містять не більше 0,3 г/см³ незброджених цукрів. Основною їх особливістю є повне зброджування сусла. Сухі столові вина мають міцність 9-13 % об. Білі сухі столові вина (Рислінг, Ркацителі, Аліготе, Совіньйон Блан) бувають від яскраво-солом'яного до темно-золотистого кольору з різними (найчастіше із зеленуватим) відтінками, легкого освіжаючого смаку з сортовим ароматом. Червоні сухі столові вина (Шабо, Каберне Совіньйон, Старовинний замок, Мерло) мають забарвлення від яскраво- до темно-червоного, повний терпкуватий смак, характерний сортовий аромат, що переходить під час витримування в тонкий букет. Рожеві столові вина мають забарвлення від яскраво-рожевого до яскраво-червоного. Купажні сухі столові вина — Столове червоне, Столове біле, Столове рожеве, Ізабелла.